# 丁永成
丁永成（1510年—？），字子觀，山東濟南府德州人，軍籍，明朝政治人物。

## 生平
嘉靖十九年（1540年）庚子科山東鄉試第四十八名舉人。嘉靖二十九年（1550年）中式庚戌科會試第三十九名，登第三甲第一百九十九名進士。官户部郎中。

## 家族
曾祖丁珎；祖父丁鐩；父丁逵，母唐氏；繼母李氏。具庆下。